# Acheilognathus elongatoides
Acheilognathus elongatoides är en fiskart som beskrevs av Maurice Kottelat 2001. Acheilognathus elongatoides ingår i släktet Acheilognathus och familjen karpfiskar. IUCN kategoriserar arten globalt som otillräckligt studerad. Inga underarter finns listade i Catalogue of Life.